# Železniško postajališče Šentrupert
Železniško postajališče Šentrupert je eno izmed železniških postajališč v Sloveniji, ki se sicer nahaja blizu naselja Slovenska vas in oskrbuje še bližnja naselja Rakovnik pri Šentrupertu, Straža, Šentrupert, Praproče in Dob pri Mirni.